# Resistividad térmica
La resistividad térmica es una propiedad física de los materiales que mide la capacidad de oponerse al paso del calor. En otras palabras la resistividad térmica es también la capacidad de una sustancia de oponerse a la transferencia de energía cinética de sus moléculas a otras moléculas adyacentes o sustancias con las que no está en contacto. En el Sistema Internacional de Unidades la resistividad térmica se mide en (K·m)/W.
La resistividad térmica es una magnitud intensiva. Su magnitud inversa es la conductividad térmica, que es la capacidad de los materiales para facilitar el paso del calor. Para un material isótropo la resistividad térmica es un escalar r definido como:

{\displaystyle r={\frac {|\Delta T|}{\dot {q}}}}

donde:
{\displaystyle {\dot {q}}}, es el flujo de calor (por unidad de tiempo y unidad de área).
{\displaystyle \Delta T}, es el gradiente de temperatura.